# Englebert
Englebert (произносится как Э́нгльбер) — несуществующая ныне бельгийская компания по производству автомобильных шин одноимённой марки. Была основана Оскаром Энгльбером (фр. Oscar Englebert) в 1877 году в городе Льеж, Бельгия.

## История
В 1898 году Оскар Энгльбер, работавший с прорезиненными покрытиями и делавший резиновые коврики и маты, создаёт фабрику по выпуску пневматических шин для велосипедов и автомобилей.
К 1912 году численность работников предприятия достигает 400 человек.
В 1926 году на предприятии Englebert трудятся 3500 человек. Само предприятие к этому моменту входит в пятёрку крупнейших производителей шин Европы.
В 1929 году Englebert открывает свою вторую фабрику. Эта фабрика располагается за пределами Бельгии — в городе Ахен, Германия.
В 1931 году Englebert становится промышленной компанией. Эта компания получает название Société du Pneu Englebert (Шинная компания Энгльбер).
В 1936 году компания приобретает шинную фабрику, находящуюся в городке Клеруа (фр.), Франция. В 1937 году именно на этой фабрике Englebert производит свою миллионную шину.
После Второй мировой войны, в 1958 году, компания заключает Договор о сотрудничестве с одним из трёх мировых лидеров по производству шин — компанией Uniroyal.
В 1968 году компания Englebert переименована в Uniroyal Englebert. Компания полностью слилась с Uniroyal.
В 1979 году Uniroyal продала весь свой европейский бизнес, который был интегрирован в Continental Tyre Company. Но, несмотря на это, на заводах Continental Tyre Company был продолжен выпуск шин под маркой Uniroyal, а вот бренд Englebert окончательно прекратил своё существование.

## Englebert в автоспорте
В 1930-х годах компания начинает поставлять свои шины для автомобильных гоночных команд, выступавших в гонках Touring и Sports Car Road Races.
В 1950 году спортивные шины Englebert становятся эталонными гоночными шинами. Это приводит к тому, что, практически, все топовые команды «Формулы-1» тех лет (в их числе Ferrari, Lancia и Maserati) устанавливают на свои болиды шины марки Englebert.
Дебютом в «Формуле-1» для шин Englebert стал Гран-при Монако 1950 года. Тогда эти шины были установлены на болидах команды Simca-Gordini, которыми управляли французские пилоты Робер Манзон и Морис Трентиньян. Всего же, в период между 1950 и 1958 годами, состоялся 61 Гран-при «Формулы-1» с участием болидов, на которых были установлены шины Englebert. В восьми гонках была одержана победа — каждый раз с командой Ferrari.
В 1957 году, во время гонки Mille Miglia, автомобиль Ferrari 335S, которым управлял гонщик Альфонсо де Портаго (исп. Alfonso de Portago), и на котором были установлены шины Englebert, потерял управление из-за износа шины. Автомобиль взмыл в воздух и приземлился на толпу зрителей. Итогом этой автокатастрофы стала гибель Альфонсо де Портаго, его напарника, также находившегося в машине, и девяти зрителей.
Руководствам компаний Englebert и Ferrari итальянскими следователями, проводившими расследование данного инцидента, были предъявлены обвинения в непредумышленном убийстве. Но в 1961 году, когда расследование было полностью завершено, все обвинения с этих компаний и их руководства были полностью сняты.
Компания Englebert продолжила поставлять свои шины различным гоночным командам. Так продолжалось вплоть до Гран-При Марокко «Формулы-1» 1958 года, на котором погиб пилот команды Vanwall Стюарт Льюис-Эванс. И хотя на его болиде были установлены шины другого производителя — Dunlop, компания Englebert решила более не принимать участия в автоспорте.